# Ulla Varvio
Ulla Varvio (ur. 15 stycznia 1986 w Tampere) – fińska wioślarka.

## Osiągnięcia
- Mistrzostwa Świata U-23 – Amsterdam 2005 – jedynka – 9. miejsce[1].
- Mistrzostwa Świata U-23 – Hazewinkel 2006 – jedynka – 13. miejsce[1].
- Mistrzostwa Świata U-23 – Glasgow 2007 – jedynka – 7. miejsce[1].
- Mistrzostwa Europy – Ateny 2008 – jedynka – 15. miejsce[1].
- Mistrzostwa Europy – Brześć 2009 – dwójka podwójna – 4. miejsce[1].
- Mistrzostwa Europy – Montemor-o-Velho 2010 – jedynka – 12. miejsce[1].